# Emaga laevis
Emaga laevis är en ringmaskart som beskrevs av Hartman 1972. Emaga laevis ingår i släktet Emaga och familjen Ampharetidae. Inga underarter finns listade i Catalogue of Life.